# 丸屋徳造
丸屋 徳造（まるや とくぞう、生没年不詳）とは江戸時代の江戸の地本問屋。
宝善堂と号す。名は徳蔵ともいった。関山氏。安政から文久年間に江戸の馬喰町上丁文七地借（馬喰町2丁目）で地本問屋を営業している。実家は室町1丁目であった。歌川貞秀の錦絵を出版している。

## 作品
- 歌川貞秀 「御開港横浜之全図」 絵図 安政6年 ※「書物問屋」とある。
- 歌川貞秀 「横浜商家荷物之内 珊瑚樹 クロンボウノ絵」 横大判 錦絵 万延1年
- 歌川貞秀 「東海道六郷渡風景 玉川より川崎宿」 大判3枚続 錦絵 文久3年